# 長河西千戶所
長河西千戶所，是明朝藏区土司机构名称，在今四川省。
明太祖洪武七年（1374年）十二月设置，治所在今四川省甘孜藏族自治州境内。洪武十七年（1384年），明太祖遣使赐給长河西千户若判等97人，绵布各二疋。千戶所通过茶马互市加强与漢地的政治、经济、文化联系。開始每年一贡，明朝给与勘合，於四川比号，从雅州（今雅安市）入境。改为三年一贡。千戶所官员由当地望族首领擔任，按土官世襲的例子襲官。